# Angst (dokumentarfilm fra 2003)
 For alternative betydninger, se Angst (flertydig). (Se også artikler, som begynder med Angst)
Angst er en dansk dokumentarfilm fra 2003 instrueret af Dorte Høeg Brask og efter manuskript af Gert Henriksen.